# Chaetophractus nationi
El quirquincho andino (Chaetophractus nationi), también conocido como armadillo andino o quirquincho de la Puna, es una especie de mamífero cingulado de la familia Chlamyphoridae endémico del altiplano andino, en el centro oeste de América del Sur.
Durante un tiempo fue perseguido para fabricar charangos.

## Distribución
Habita en la región de la puna, en el oeste de Bolivia en los departamentos de Oruro, La Paz, Cochabamba, y Potosí; en Chile en Tarapacá y Antofagasta; en Perú, en el departamento de Puno y en el occidente del norte de  Argentina, en las  provincias de: Catamarca, Jujuy, Salta, y Tucumán.

## Características
Está recubierto por una armadura, tiene piel coriácea, placas cutáneas osificadas en la parte posterior de su cuerpo y a los lados placas yuxtapuestas transversalmente. La cola es anillada. Su hocico es alargado; carecen de dientes incisivos y caninos, pero presentan molares simples, sin raíces. Su olfato es excelente. Los dedos de las patas presentan garras largas curvadas que le sirven para excavar.
Su cuerpo con la cabeza alcanza hasta 40 cm de longitud y la cola 12 cm. La armadura presenta bandas, cuyo número varía, aunque generalmente tiene 18, de las cuales 7 u 8 son móviles. Todos los miembros del género Chaetophractus tienen más pelo que los demás armadillos. El pelo se encuentra a lo largo de la armadura y la parte inferior del cuerpo y las patas están cubiertas por vellos castaños o blancuzcos.
Su alimentación incluye invertebrados (insectos, lombrices, moluscos), pequeños vertebrados, huevos, frutas, tubérculos y hongos. Para conseguir todo esto, camina explorando el terreno y utiliza sus uñas para excavar. Emite distintos tipos de sonidos. Sus hábitos son nocturnos en verano, para evitar el calor, y diurnos en invierno. Habitan en madrigueras.
La gestación dura 2 meses y los partos son múltiples. Cada cría, abren sus ojos entre los 16 y 30 días de nacida, desteta a los 50 o 60 días, y alcanza la madurez sexual a 9 meses. Su esperanza de vida es de 4–16 años.
Los quirquinchos pueden dañar los cultivos porque excavan. Pero, por la gran cantidad de larvas que comen, la remoción de tierra y los aportes subterráneos de materia orgánica, actúan positivamente sobre el suelo.

## Amenazas y conservación
La Convención sobre el Comercio Internacional de Especies Amenazadas de Fauna y Flora Silvestres (CITES por sus siglas en inglés) ha prohibido todo el comercio del quirquincho andino y su captura. Sin embargo, la principal amenaza para esta especie es la caza y la venta de su caparazón para la fabricación de charangos (instrumento musical de cuerda pulsada), partes del cuerpo para remedios médicos y alimentos. Otra amenaza es el hecho de que están perdiendo gran parte de su hábitat debido a la construcción de carreteras, la ganadería y la deforestación.
Fue declarado en 2022 como Patrimonio Natural de Bolivia mediante la ley 1424, con el fin de priorizar su protección y conservación.

### Otras fuentes
- Cardozo, Katia  Chaetophractus nationi
- Ergueta, S. y Morales, C. (1996) Libro Rojo de los Vertebrados de Bolivia.